# 紫翅猪毛菜
紫翅猪毛菜（学名：Salsola affinis），为藜科猪毛菜属下的一个植物种。